# Italienische Eishockeymeisterschaft 1934
Die Saison 1934 war die achte Austragung der italienischen Eishockeymeisterschaft. Meister wurde zum insgesamt siebten Mal in der Vereinsgeschichte der Hockey Club Milano.

## Qualifikation
Viertelfinale
| 18. Februar 1934 | SG Cortina | 1:0 (0:0, 0:2, 0:0) | HC Diavoli Rossoneri Milano II | Cortina d’Ampezzo |

| 18. Februar 1934 | HC Ortisei Moroder (29.) | 1:2 (0:0, 1:1, 0:1) | SC Bolzano-Renon Ernst Ebner (26.) | Ortisei |

| 22. Februar 1934 | HC Milano II 1. Drittel: Timpano (2) – Colombi – Mussi 2. Drittel: Taccani (2), Dionisi 3. Drittel: Colombi | 8:1 (4:0, 3:0, 1:1) | Giovani Universitari Fascisti Torino Lanza | Mailand |

| 22. Februar 1934 | HC Diavoli Rossoneri Milano | forfait | Bardonecchia |  |

Halbfinale
| 24. Februar 1934 | SG Cortina Egidio Apollonio (4.) Rinaldo Bigotina (32.) Francesco De Zanna (42.) Eigentor (43.) | 4:1 (1:0, 1:1, 2:0) | SC Bolzano-Renon Hans Lux (24.) | Milano |

| 25. Februar 1934 | HC Diavoli Rossoneri Milano Gianni Scotti Decio Trovati | 2:0 (1:0, 0:0, 1:0) | HC Milano II | Milano |

Entscheidungsspiel
Die SG Cortina und der HC Diavoli Rossoneri Milano spielten um die Entscheidung, wer der Herausforderer des HC Milano wurde.
| 25. Februar 1934 | SG Cortina Maioni (I. 1.) De Zanna (I.) Egidio Apollonio (II. 3:0) De Zanna (II. 4:0) | 4:2 (2:0, 2:1, 0:1) | HC Diavoli Rossoneri Milano Mario Zucchini Decio Trovati (43.) | Milano |

## Finale
| 6. März 1934 | SG Cortina | 0:2 (0:0, 0:2, 0:0) | Hockey Club Milano Camillo Mussi (26.) Ignazio Dionisi (34.) | Mailand |

| 7. März 1934 | Hockey Club Milano Ignazio Dionisi (4.) Tino De Mazzeri (12.) Tino De Mazzeri Francesco Roncarelli (51.) | 4:1 (2:0, 0:0, 2:1) | SG Cortina Maioni (49.) | Mailand |

## Meistermannschaft
Gianmario Baroni – Tino De Mazzeri – Ignazio Dionisi – Augusto Gerosa – Giampiero Medri – Camillo Mussi – Francesco Roncarelli – Franco Rossi – Luigi Venosta – Enrico Calcaterra